# Altitoxin
Altitoxin ist ein Neurotoxin aus dem südafrikanischen Dickschwanzskorpion Parabuthus transvaalicus.

## Eigenschaften
Altitoxin ist ein Peptid und ein Toxin im Gift des südafrikanischen Dickschwanzskorpions. Daneben sind im Gift noch die Toxine Birtoxin, Dortoxin und Bestoxin vorhanden. Altitoxin besitzt drei Disulfidbrücken. In Mäusen erzeugt Altitoxin Akinesie.